# Zwycięstwo (film 1919)
Zwycięstwo (ang. Victory) – amerykański niemy melodramat z 1919 roku na podstawie powieści Josepha Conrada Zwycięstwo. Jedyna ekranizacja utworu Josepha Conrada nakręcona za życia pisarza.

## Obsada
- Jack Holt – Axel Heyst
- Seena Owen – Alma
- Wallace Beery – August Schomberg
- Ben Deeley – Mr. Jones
- Lon Chaney – Ricardo
- Bull Montana – Pedro